# Arhopalus pavitus
Arhopalus pavitus är en skalbaggsart som först beskrevs av Cockerell 1927.  Arhopalus pavitus ingår i släktet Arhopalus och familjen långhorningar. Inga underarter finns listade.